# 祥谦镇
祥谦镇是中国福建省福州市闽侯县下辖的一个镇。
祥谦镇位于五虎山下，北面与仓山区城门镇、螺洲镇、盖山镇三镇隔乌龙江相望；东邻长乐区营前街道；西、南是南通镇和青口镇，镇政府驻泮洋村。该镇以二七大罷工工人领袖林祥谦命名，也是原中華民國國民政府主席林森的故乡。2005年，闽江乡并入祥谦镇。

## 行政区划
祥谦镇下辖以下地区：峡南社区、新建社区、兰圃村、枕峰村、泮洋村、凤港村、洋下村、双龙村、琯前村、岐尾村、澜澄村、山后村、卜洲村、辅翼村、三溪口村、中院村、门口村、肖家道村会、禄家村和江中村。